# 自白法則
自白法則係指被告之自白非出於其自由意志，則不得採為證據之原則，為刑事訴訟法上關於證據的重要原則。假如被告係因強暴、脅迫、利誘、詐欺或其他不正當之手法而吐露犯罪事實，導致的結果就是這項證據無法作為認定被告犯罪的基礎。

## 源由
禁止各種不正方法所取得的被告自白作為證據，其立論基礎包括：
- 虛偽排除說：指排除非任意性自白之目的在於保證證據的真實性，倘以不正方法所取得之自白，其必然具有虛偽的程度，例如被告「屈打成招」，其承認犯罪乃是因為被刑求逼供所致，其所承認的犯罪未必是事實，被告是因害怕被打而撒謊的可能性頗高，故其自白不具有真實性，不應作為證據。
- 人權擁護說：指排除非任意性自白之目的在於保障人權，尤其是被告所享有之緘默權，故只要取得自白之方法有違於被告的自由意志，均視為對人權之侵害，無論自白內容是否與真實相符，一律不予採用。
- 違法排除說：指排除非任意性自白之目的在於擔保取得自白符合正當法律程序，因為發現真實並非刑事訴訟的唯一目的，故藉由禁止使用不正方法所取得自白作為證據，促使犯罪偵查機關踐行正當法律程序。